# Чжен Хайся
Чжен Хайся (7 березня 1967) — китайська баскетболістка.
Срібна призерка Олімпійських Ігор 1992 року, бронзова призерка 1984 року, учасниця 1988, 1996 років.
Переможниця Азійських ігор 1986 року, срібна призерка 1990 року, бронзова призерка 1994 року.
Срібна призерка Чемпіонату світу 1994 року, бронзова призерка 1983 року.